# Willi Körtels
Willi Körtels (* 1947 in Schöndorf im Landkreis Trier-Saarburg) ist ein deutscher Heimatforscher und ehemaliger Gymnasiallehrer sowie Autor und Herausgeber von Sachbüchern, insbesondere zur Geschichte der Juden in der Region Trier.

## Leben
Willi Körtels wurde 1947 in Schöndorf an der Ruwer geboren und durchlief zunächst eine Ausbildung zum landwirtschaftlichen Betriebsleiter, bevor er 1970 in Koblenz sein Abitur ablegte. Anschließend studierte er katholische Theologie und Germanistik an der Universität Trier sowie an der Albert-Ludwigs-Universität in Freiburg im Breisgau.
Von 1977 bis 2010 unterrichtete Körtels am Gymnasium Konz die Fächer Deutsch und Religion, zuletzt als Oberstudienrat.
Der Forscher zur jüdischen Lokalgeschichte verschiedener Orte ist Begründer des „Mahnmals Trier“ [mahnmal-trier.de] und Mitbegründer des um die ehemalige Synagoge in Könen aktiven Fördervereins ehemalige Synagoge Könen e.V., über den Körtels oder sein Kollege Bruno Lauscher beispielsweise Führungen über den Jüdischen Friedhof in Könen organisiert oder erläuternd begleitet.
Zu seinen zahlreichen Schriften, darunter zum neuzeitlichen Antisemitismus oder zur Geschichte der Juden etwa von Oberemmel, zählt auch sein Werk Jüdische Biographien der Region Trier zur Anne-Frank-Shoah-Bibliothek.

## Schriften
- Geschichte der Juden von Oberemmel. Hrsg.: Heimat- und Kulturverein Kreis Trier-Saarburg, 1. Auflage, Kell am See: Verlag Alta Silva, 1996, ISBN 978-3-9804786-1-8 und ISBN 3-9804786-1-0
  - Neuauflage 2012; Inhaltsverzeichnis
- Unterwegs Aufgelesenes. Dorfgeschichten und andere Texte aus der Zeit des Kalten Krieges, 1. Auflage, [Oberemmel, Ernst-Hartmann-Straße 17]: W. Körtels, 1999
- Schöndorfer Dialekt. Schennerwer Platt, zusammengetragen und bearbeitet von Willi Körtels, [Oberemmel, Ernst-Hartmann-Straße 17]: W. Körtels, 2003
- Geschichte der Juden von Könen (= Schriftenreihe Ortschroniken des Trierer Landes, Nr. 44), hrsg. vom Förderverein Synagoge Könen e.V., Konz: Förderverein Synagoge Könen, 2005
  - Neuausgabe, hrsg. von Reiner Nolden im Auftrag der Arbeitsgemeinschaft für Landesgeschichte und Volkskunde des Trierer Raumes, 2011; Online als PDF-Dokument auf der Seite mahnmal-trier.de
  - Ausgabe Januar 2011; Inhaltsverzeichnis
- Willi Körtels (Hrsg., Bearb.): Wenn es geht, vergesst nicht, auch meine Dahlienstöcke im Garten zu pflanzen. Briefe von Alfred Wagner aus nationalsozialistischen Haftanstalten, [Konz, Ernst-Hartmann-Straße 17]: W. Körtels, 2005
- Elise Haas. Eine Lyrikerin aus Trier, hrsg. vom Förderverein Synagoge Könen e.V., Konz: Förderverein Synagoge Könen, 2008; Inhaltsverzeichnis
- Der Trierer Oberrabbiner Joseph Kahn. 1809–1875. Eine biographische Skizze, hrsg. vom Förderverein Synagoge Könen e.V. anlässlich des 200. Geburtstages von Joseph Kahn, Förderverein Synagoge Könen, Konz 2010. als PDF-Dokument
- Gertrud Luckner im „Aufbau“, W. Körtels, Konz 2012.
- Die Region Trier im Spiegel der amerikanischen Zeitschrift „Aufbau“ 1945–2000, W. Körtels, Konz 2012.
- Die jüdische Schule in der Region Trier, W. Körtels, Konz 2012; Inhaltsverzeichnis (oder die gesamte Online-Ausgabe; PDF; 5,3 MB)
- Die „Judenerklärung“ des Zweiten Vatikanischen Konzils 1962–1965 im Spiegel der Zeitschrift „Aufbau“, W. Körtels, Konz 2012.
- Anmerkungen zum neuzeitlichen Antisemitismus in der Region Trier und die jüdische Reaktion, W. Körtels, Konz 2012.
- Von Konz über Sötern nach Israel, W. Körtels, Konz 2013.
- Michael Levy (1825–1902). Elementarlehrer und Chasan in Schweich und Trier, W. Körtels, Konz 2013
- Materialien zur Geschichte der Juden von Konz, Konz: W. Körtels, 2014; Inhaltsverzeichnis
- Caroline Bresslau-Isay. Schwiegermutter Albert Schweitzers, [o. O. (Trier), o. D., 2014?]; Online
- Die jüdische Schule der Region Trier, Kaltenengers 2014
- Jüdische Schülerinnen und Schüler an höheren Schulen der Region Trier, Kaltenengers 2015
- Jüdische Biographien der Region Trier (= Teil der Anne-Frank-Shoah-Bibliothek), Willi Körtels, Kaltenengers 2016.
- Biographien von Frauen der Region Trier, Trier 2019
- Höhere Mädchenschulen in der Region Trier, Kaltenengers 2020
- Erhaltung und Sicherung des Judentums. Zur Rolle der jüdischen Vereine in der Region Trier. Kaltenengers 2022
- Verspiegelte Heimat. Kaltenengers 2023
- Der Verein zur Abwehr des Antisemitismus 1890–1933. Kaltenengers 2024